# Castelo de Oleiros
O Castelo de Oleiros, também referido como Povoado do Castelo de Oleiros, localiza-se na freguesia de Urrós, Município de Mogadouro, Distrito de Bragança, em Portugal.
Está classificado como Imóvel de Interesse Público desde 1990.
Na cota de 482 metros acima do nível do mar, acede-se saindo de Mogadouro pela EN 221 durante cerca de 20 km, tomando depois a EN 221-7 durante 3 km e virando a esquerda para estradão.

## História
O Castelo de Oleiros é um sítio arqueológico constituído pelos restos de um castelo da Reconquista, edificado sobre um anterior castro pré-histórico e fortificado no século IX.
Acredita-se imemorialmente que, devido à sua importância fronteiriça e e pela sua condição de povoado fortificado, o seu alcaide-mor foi elevado a barão pelo conde Hermenegildo Gonçalves, governador do Condado Portucalense no século X.
A população que se encontrava no interior do castelo foi crescendo progressivamente, aproveitando a proteção da fortaleza e a abundância de campos, dando origem à fundação de Urrós, que recebeu o Foral em 1182 do rei Afonso Henriques.
Consolidada a fronteira, depois do Tratado de Alcanizes, em 1297, os habitantes abandonaram progressivamente o povoado fortificado, cujas terras foram cedidas para sua livre exploração como vilãos-herdadores mais ainda dependentes do Senhorio de Algoso. Foi então quando Urrós foi erigida na sua localização.
Segundo o Cadastro da População do Reino, em 1527 o povoado do castelo já se encontrava desabitado e Urrós tinha duzentos habitantes (só em Algoso vivam por essa época mais pessoas). Nas demarcações de fronteira de 1538 consta que "O Castelo de Oleiros confrontava-se do lado castelhano com um cabeço a que também designam Castelo de Oleiros. Ambos os castelos estavam em ruína, semeando-se nas suas terras centeio destinado à panificação".
Em 1684 o Castelo de Algoso ainda é mencionado, mas estava em ruínas e sem funções militares. Em 1718 o rei João V de Portugal consolidou a autonomia de Urrós com um novo Foral. Os seus vestígios foram praticamente destruídos pelos espanhóis durante a Guerra dos Sete Anos.

## Características
O Castelo de Oleiros tem sua origem numa torre de vigia construída sobre as ruínas de um antigo castro lusitano, depois romanizado, situado em um desfiladeiro no Douro.
A reutilização de antigos castros como novos castelos não era incomum. Também foram construídos sobre castros o Castelo de Mós, que em 1285 foi despovoado para suportar o Castelo de Torre de Moncorvo e o Castro de São Brás, que em 1287 fez o mesmo para apoiar a Torre de Dona Chama.
Sua localização era estratégica por estar em uma costa alta do rio (chamada "arribe" na língua leonesa) onde a reentrância do rio dificultava a passagem das pessoas e do gado. Isso facilitou a delimitação natural da fronteira.
A sua altura permitia-lhe controlar essa fronteira natural que tinha enfrenta uma torre de vigia espanhola, chamada Castillo de Olleiros o de San Cristóbal, agora extinta, na atual Fermoselle.
Seu nome tem origem precisamente numa daquelas gargantas, na Idade Média também chamadas "olhos d'água" ou "olheiros" do rio. Outras teorias sugerem que o seu nome se refere ao facto de ter sido originalmente uma torre de vigia, ou seja, guardas, vigias ou "olheiros".
O conjunto apresenta planta aproximadamente retangular, com as dimensões de cento e trinta metros de comprimento por quarenta de largura com muros de pedra, de aproximadamente dois metros de altura. No interior das muralhas tem ainda restos de habitações onde surgem por vezes pedaços de fustes. Esta planta poligonal permite diferenciar este sítio das tipologias de amuralhamento comummente observadas no nordeste transmontano. 
Do Castelo de Oleiros é proveniente um conjunto de onze estelas funerárias, além de materiais cerâmicos, algumas das quais encontram-se depositadas no Museu Municipal de Bragança Abade de Baçal. Também uma espada de prada e moedas de ouro e prata.
Nas últimas décadas, à medida que o interesse pelo local foi aumentando, ocorreram também algumas destruições, em particular a que levou à plantação de pinheiros no interior do recinto, processo que acarretou a destruição de uma parcela da muralha.
O conjunto do chamado Castelo de Oleiros encontra-se classificado como Imóvel de Interesse Público, por Decreto publicado em 17 de Julho de 1990. No 2020 foi o início das obras de conservação do Castelo de Oleiros, inauguradas em 2023 pela Câmara Municipal de Mogadouro.